# 丙硫醇钠
丙硫醇钠是一种有机硫化合物，化学式为C3H7SNa，它是丙硫醇的钠盐。它可由丙硫醇和氢化钠在四氢呋喃中反应得到。它和4-氟苯甲腈在二甲基甲酰胺中反应，可以得到4-丙硫基苯甲腈。